# Stanisław Fijałek
Stanisław Fijałek (ur. 16 grudnia 1929 r. w Kasince Małej, zm. 5 marca 2010 r. w Krakowie) – ksiądz kanonik, proboszcz, budowniczy kościoła i kurhanu w Karniowicach.
Urodzony w rodzinie chłopskiej, jako przedostatni z jedenaściorga rodzeństwa.
Uczęszczał do szkoły podstawowej w Kasince Małej, gimnazjum ukończył podczas okupacji w ramach tzw. tajnych kompletów. Po wojnie uzyskał świadectwo dojrzałości w Liceum im. Jana Sobieskiego w Krakowie. Studia wyższe podjął na Wydziale Teologicznym Uniwersytetu Jagiellońskiego w Krakowie. W 1953 r. otrzymał święcenia kapłańskie. Jego pierwszą placówką duszpasterską był Pcim, gdzie prowadził ośrodek szkoleniowo-produkcyjny dla osób niesłyszących. W 1959 r. został wikariuszem w Balinie. W 1960 r. został przeniesiony do Bielska-Białej a w 1969 r. do parafii w Kamesznicy; gdzie zajmował się organizacja nowej parafii we wsi Laliki.
W roku 1971 ks. St. Fijałek rozpoczął pracę duszpasterską w Karniowicach, gdzie zorganizował parafię dla sołectw Karniowice i Dulowa. Przystąpił do budowy kościoła według własnego pomysłu architektonicznego. Jako proboszcz Karniowic powołał Fundację EFFETA-ARKA na rzecz osób głuchych. Zorganizował w Jaworznie-Byczynie zakład produkcyjny wytwarzający ekologiczne materiały budowlane dla osób głuchoniemych. Był również jednym z inicjatorów rozbudowy Szkoły Podstawowej w Dulowej oraz promotorem nadania tej placówce imienia Świętej Jadwigi Królowej. Działał w sprawie powstania Stowarzyszenia Miłośników Ziemi Trzebińskiej „COR".
W tradycyjnym sposobie grzebania zwłok ks. St. Fijałek dopatrzył się nieprawidłowości ekologicznych i przedstawił koncepcję ekologicznego cmentarza w kurhanie. Pomysł ten zyskał pozytywne opinie ekologów i akceptację na szczeblu ministerialnym oraz wojewódzkim. Zmarli mają być chowani w metalowych trumnach, przykryci lnianą narzutą. Ich ciała zostaną wcześniej poddane procesowi tanatopraksji. Zabieg ten polega na osuszaniu ciała osoby zmarłej i wprowadzeniu do jej żył i tętnic oraz układu limfatycznego specjalnych środków chemicznych, które będą działały balsamująco.
W 1999 r. rozpoczęto prace budowlane nad unikalnym w skali światowej Parafialnym Ośrodkiem Zmarłych. W październiku 2000 r. wmurowano kamień węgielny, a planowane ukończenie budowy przewidziane było na 19 lipca 2003 r. datą zbiegającą się z jubileuszem 50-lecia święceń kapłańskich St. Fijałka.
W 2003 r. założył Stowarzyszenie Familia Memento, które administruje kurhanem z przylegającym terenie i jest odpowiedzialne za organizację pracy i zarządzanie w Parafialny Ośrodku Pamięci Zmarłych (nazwa kurhanu). W 2004 r. przeszedł na emeryturę.
W 2006 roku kardynał Stanisław Dziwisz zezwolił na katolicki pochówek wiernych w karniowickim kurhanie. Zgoda została wydana na okres trzech lat z możliwością jej przedłużenia, jeśli taka praktyka nie wzbudzi zamieszania i kontrowersji wśród wiernych.
Budowa kurhanu powoduje wiele wątpliwości co do jej sensu tak ekonomicznego jak i lokalizacyjnego – obiekt powstał w niewielkiej miejscowości, ogromnym nakładem pracy i środków pochodzących od parafian, a jak do tej pory jest on wykorzystywany w znikomym zakresie.
Ks. St. Fijałek początkowo został pochowany nie w kurhanie, lecz na cmentarzu komunalnym w Dulowej, jednak ostatecznie – po dokonaniu kremacji jego zwłoki spoczęły w kurhanie.

## Tytuły i wyróżnienia
- Odznaczenie Polskiego Związku Głuchych
- Tytuł Zasłużonego Człowieka Ziemi Nowosądeckiej przyznany w roku 1987
- Tytuł Honorowego Obywatela Gminy Pcim nadany w roku 1991 przez Radę Gminy Pcim
- Śląska Nagroda im. Juliusza Ligonia przyznana w roku 1992 za powiązanie służby kapłańskiej ze służbą społeczną
- Order Wdzięczności Społecznej przyznany przez Polskie Stronnictwo Ludowe w roku 1992 za powołanie fundacji EFFTA ARKA świadczącej pomoc na rzecz głuchoniemych
- Tytuł Człowieka Roku przyznany w roku 1999 przez czytelników "Gazety Krakowskiej"
- Odznaka Złotego Kaczora przyznana w roku 2000 przez redakcję Tygodnika Ziemi Chrzanowskiej "Przełom" dla największej indywidualności medialnej lat 1990-2000
- Tytuł Honorowego Obywatela Miasta Trzebini w 2002 r.
- W 2002 r. nadano księdzu Stanisławowi Fijałkowi tytuł kanonika RM (Rochettum et Mantolettum).